# IC 233
IC 233 је спирална галаксија у сазвјежђу Кит која се налази на листи објеката дубоког неба у Индекс каталогу.
Деклинација објекта је + 2° 48' 38" а ректасцензија 2h 31m 40,7s. Привидна величина (магнитуда) објекта IC 233 износи 14,1 а фотографска магнитуда 14,9. IC 233 је још познат и под ознакама CGCG 388-36, KCPG 69B, IRAS 02290+235, PGC 9622.